# 90. Oscar-gála

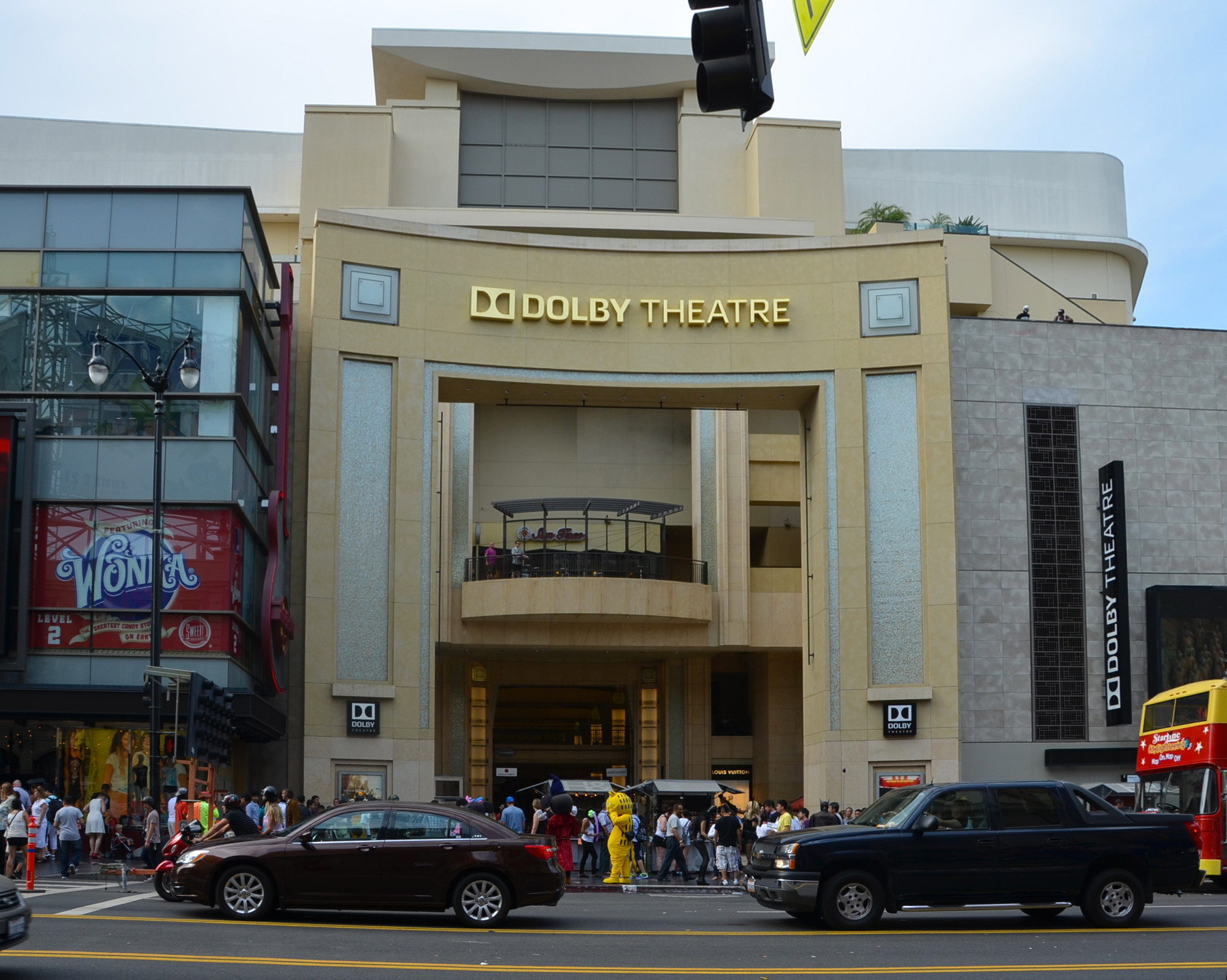
A Dolby Theatre, az Oscar-gálák
állandó otthonának főbejárata

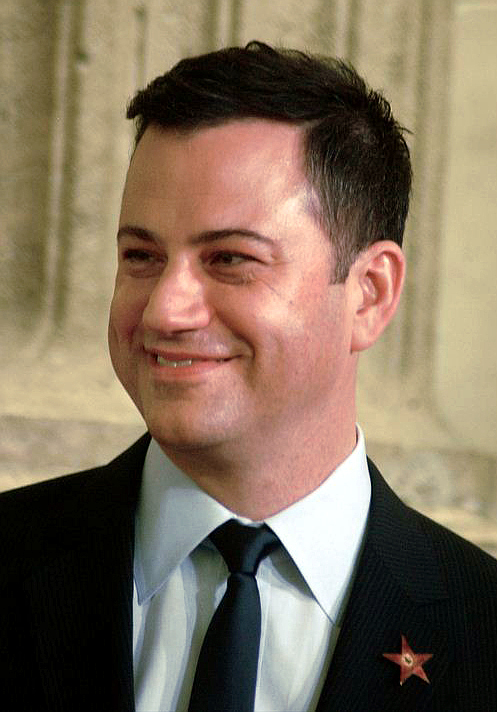
A díjkiosztót vezető
Jimmy Kimmel

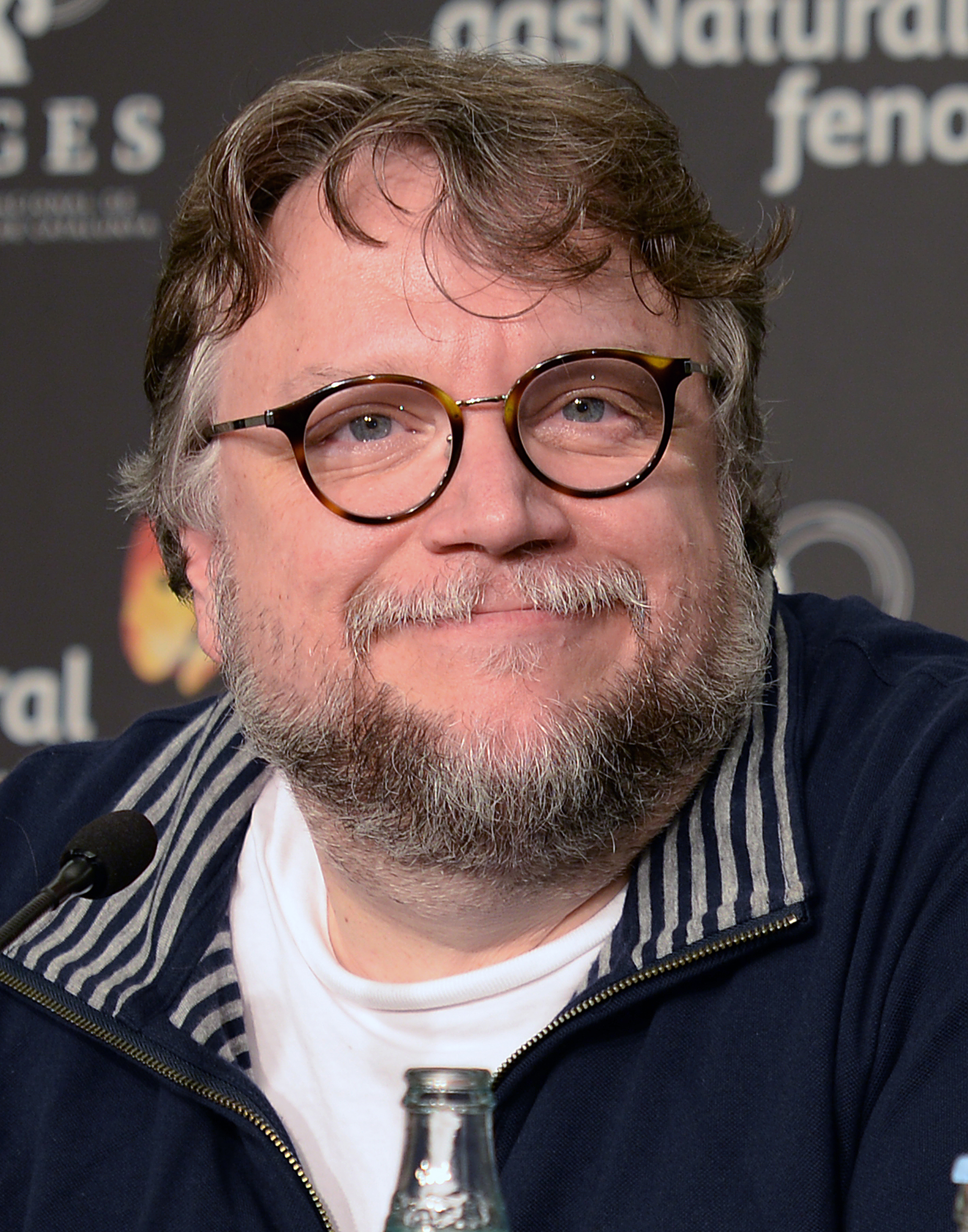
A legjobb rendező
Guillermo del Toro

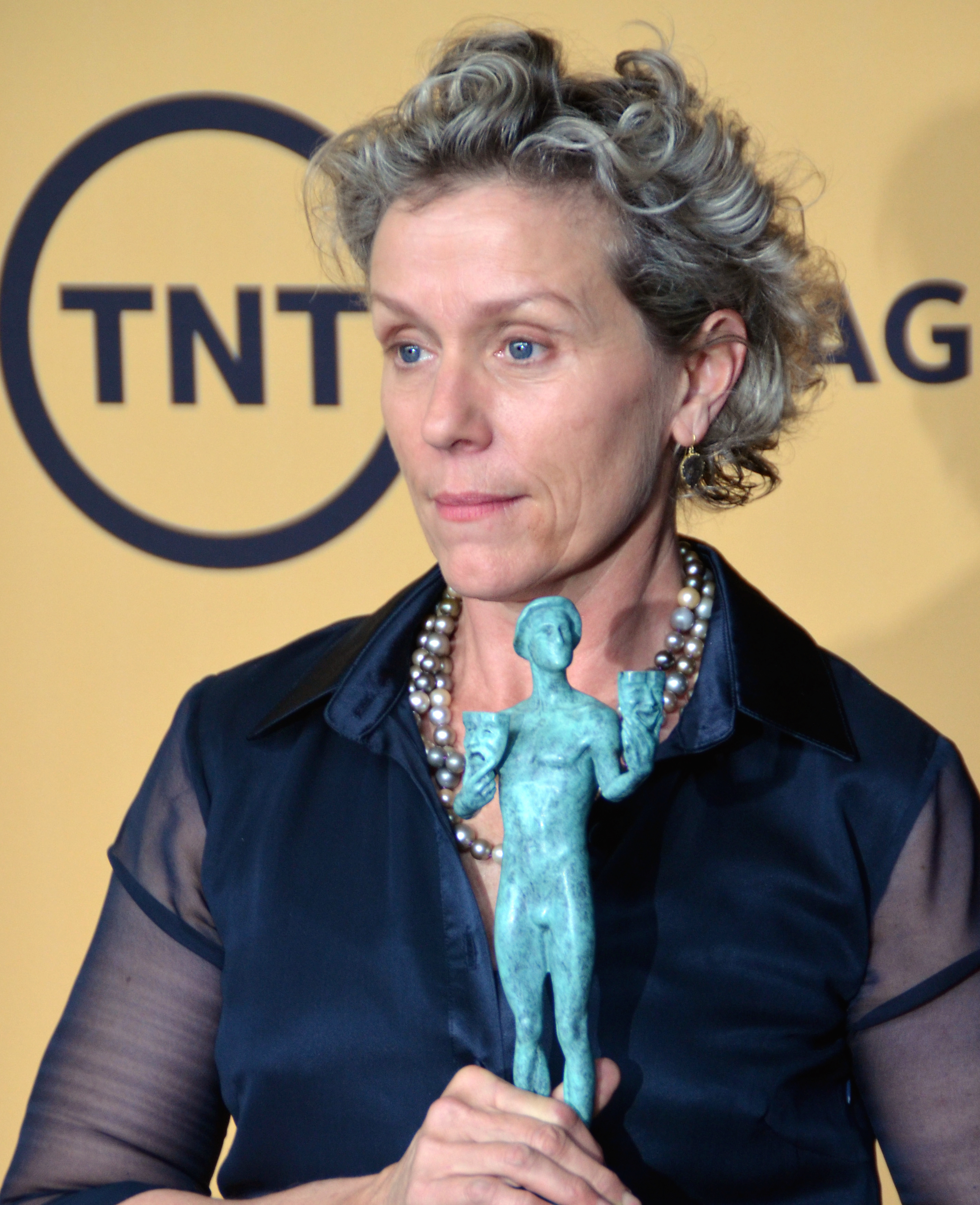
A legjobb női főszereplő
Frances McDormand

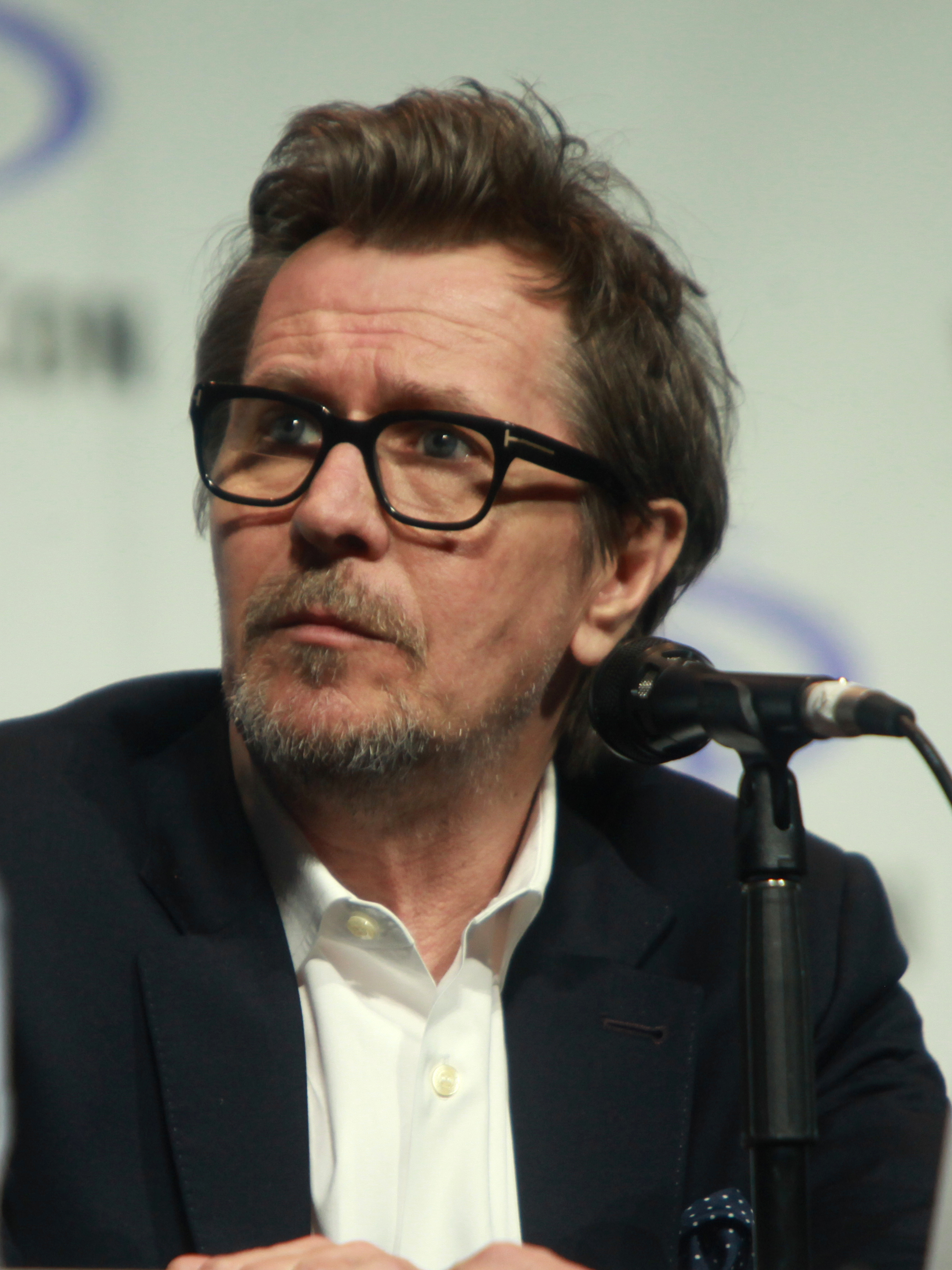
A legjobb férfi főszereplő
Gary Oldman

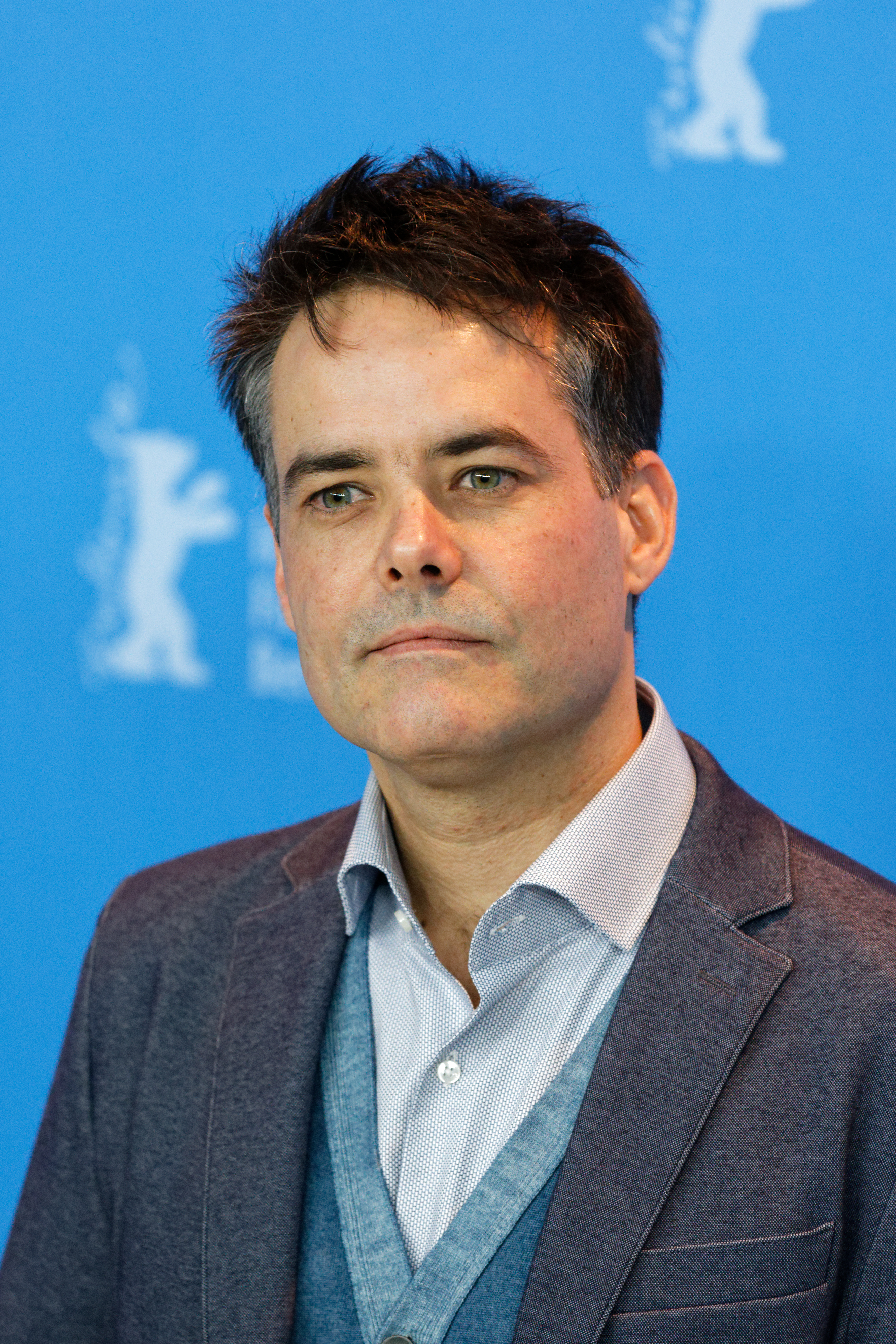
A legjobb idegen nyelvű film: Sebastián Lelio

A 90. Oscar-gálán az Amerikai Filmművészetek és Filmtudományok Akadémiája a 2017-es év legjobb filmjeit és filmeseit részesítették elismerésben. A díjátadó ceremóniát 2018. március 4-én rendezték a Dolby Színházban Los Angelesben, helyi idő szerint 17:00 órától (hazai idő szerint március 5-én 02:00 órától). Az ünnepség megrendezése időpontjának kijelölésekor figyelembe vették, hogy ne ütközzön a 2018. évi téli olimpiai játékok idejével. A ceremónia alatt az Akadémia 24 kategóriában díjazta az alkotásokat. Az eseményt az Amerikai Egyesült Államokban az ABC televízió társaság sugározta.
A házigazdának ez évben is Jimmy Kimmel amerikai komikust, műsorvezetőt kérték fel, így Billy Crystal 1997-98-as szereplése után ő volt a második művész, aki két egymást követő évben vezette a díjkiosztó gálát.

## Az Oscar-szezon menetrendje
| Dátum              | Esemény                                                 |
| ------------------ | ------------------------------------------------------- |
| 2017. november 11. | A kormányzói díjak (Tiszteletbeli Oscar-díjak) átadása. |
| 2018. január 5.    | A jelöltekről történő szavazás megkezdése.              |
| 2018. január 12.   | A jelöltekről történő szavazás lezárása.                |
| 2018. január 23.   | A jelöltek bejelentése.                                 |
| 2018. február 5.   | A jelöltek ünnepi ebédje.                               |
| 2018. február 10.  | A végső szavazás megkezdése.                            |
| 2018. február 20.  | A végső szavazás lezárása.                              |
| 2018. március 4.   | A 90. díjátadó Oscar-gála.                              |

## Díjazottak és jelöltek
A jelöltek listáját 2018. január 23-án hozták nyilvánosságra. A bejelentés élő közvetítéssel történt két ütemben, helyi idő szerint 5:22-kor (13:22 UTC), illetve 5:38-kor (13:38 UTC) az Akadémia hivatalos honlapján (oscars.org, oscars.com), kombinálva az egyes kategóriák előre rögzített felvételét és – a fő kategóriákra vonatkozóan – a Beverly Hills-i Samuel Goldwyn Színházból történt helyszíni adást. A listák kihirdetői Tiffany Haddish és Andy Serkis színészek voltak.
A legtöbb jelölést – tizenhármat – Guillermo del Toro A víz érintése című filmdrámája kapta, melyet Christopher Nolan Dunkirk című háborús drámája követte nyolc nominálással, illetve a Három óriásplakát Ebbing határában héttel, valamint A legsötétebb óra és a Fantomszál hattal.
2018-ban is volt magyar alkotás az Oscar-jelöltek között: Enyedi Ildikó Testről és lélekről című Arany Medve-díjas filmdrámája a a legjobb idegen nyelvű film kategóriában versenyzett. A magyar alkotás sikerességét előre vetítette, hogy felkerült a 2017. december 14-én a nyilvánosság elé tárt, 92 ország nevezett filmjeiből szűkített kilences listára.

### Díjak
A nyertesek az első helyen sorolva és félkövérrel szedve.
| Legjobb film | Legjobb rendező |
| --- | --- |
| - A víz érintése – Guillermo del Toro és J. Miles Dale - A legsötétebb óra – Tim Bevan, Eric Fellner, Lisa Bruce, Anthony McCarten és Douglas Urbanski - A Pentagon titkai – Amy Pascal, Steven Spielberg és Kristie Macosko Krieger - Dunkirk – Emma Thomas és Christopher Nolan - Fantomszál – Joanne Sellar, Paul Thomas Anderson, Megan Ellison és Daniel Lupi - Három óriásplakát Ebbing határában – Graham Broadbent, Pete Czernin és Martin McDonagh - Lady Bird – Scott Rudin, Eli Bush és Evelyn O'Neill - Szólíts a neveden – Peter Spears, Luca Guadagnino, Emilie Georges és Marco Morabito - Tűnj el! – Sean McKittrick, Jason Blum, Edward H. Hamm Jr. és Jordan Peele | - Guillermo del Toro – A víz érintése - Paul Thomas Anderson – Fantomszál - Greta Gerwig – Lady Bird - Christopher Nolan – Dunkirk - Jordan Peele – Tűnj el! |
| Legjobb férfi főszereplő | Legjobb női főszereplő |
| - Gary Oldman – A legsötétebb óra mint Winston Churchill - Timothée Chalamet – Szólíts a neveden mint Elio Perlman - Daniel Day-Lewis – Fantomszál mint Reynolds Woodcock - Daniel Kaluuya – Tűnj el! mint Chris Washington - Denzel Washington – A jogdoktor mint Roman J. Israel | - Frances McDormand – Három óriásplakát Ebbing határában mint Mildred Hayes - Sally Hawkins – A víz érintése mint Elisa Esposito - Margot Robbie – Én, Tonya mint Tonya Harding - Saoirse Ronan – Lady Bird mint Christine „Lady Bird” McPherson - Meryl Streep – A Pentagon titkai mint Katharine Graham |
| Legjobb férfi mellékszereplő | Legjobb női mellékszereplő |
| - Sam Rockwell – Három óriásplakát Ebbing határában mint Jason Dixon rendőrtiszt - Willem Dafoe – Floridai álom mint Bobby Hicks - Woody Harrelson – Három óriásplakát Ebbing határában mint Bill Willoughby rendőrfőnök - Richard Jenkins – A víz érintése mint Giles - Christopher Plummer – A világ összes pénze mint J. Paul Getty | - Allison Janney – Én, Tonya mint LaVona Golden - Mary J. Blige – Mudbound mint Florence Jackson - Lesley Manville – Fantomszál mint Cyril Woodcock - Laurie Metcalf – Lady Bird mint Marion McPherson - Octavia Spencer – A víz érintése mint Zelda Fuller |
| Legjobb eredeti forgatókönyv | Legjobb adaptált forgatókönyv |
| - Tűnj el! – forgatókönyvíró: Jordan Peele - A víz érintése – forgatókönyvíró: Guillermo del Toro és Vanessa Taylor - Három óriásplakát Ebbing határában – forgatókönyvíró: Martin McDonagh - Lady Bird – forgatókönyvíró: Greta Gerwig - Rögtönzött szerelem – forgatókönyvíró: Emily V. Gordon és Kumail Nanjiani | - Szólíts a neveden – James Ivory; Andre Aciman Szólíts a neveden című regénye alapján - Elit játszma – Aaron Sorkin; Molly Bloom Molly's Game: From Hollywood’s Elite to Wall Street's Billionaire Boys Club, My High-Stakes Adventure in the World of Underground Poker művei alapján - Logan – Farkas – Scott Frank, James Mangold és Michael Green; James Mangold az X-Men képregények, Mark Miller Logan: Kíméletlen jövő című története, valamint az X-men filmsorozat karaktereinek felhasználásával írt története alapján - Mudbound – Virgil Williams és Dee Rees; Hillary Jordan Mudbound című műve alapján - A katasztrófaművész – Scott Neustadter és Michael H. Weber; Greg Sestero és Tom Bissell The Disaster Artist című regénye alapján |
| Legjobb animációs film | Legjobb idegen nyelvű film |
| - Coco – Lee Unkrich és Darla K. Anderson - Bébi úr – Tom McGrath és Ramsey Ann Naito - Ferdinánd – Carlos Saldanha - Loving Vincent – Dorota Kobiela, Hugh Welchman és Ivan Mactaggart - A kenyérkereső – Nora Twomey és Anthony Leo | - Una Mujer Fantástica (Chile) (spanyolul) – rendező: Sebastian Lelio - A négyzet (Svédország) (svédül) – rendező: Ruben Östlund - L'insulte (Libanon) (arabul) – rendező: Ziad Doueiri - Szeretet nélkül (Oroszország) (oroszul) – rendező: Andrej Zvjagincev - Testről és lélekről (Magyarország) (magyarul) – rendező: Enyedi Ildikó |
| Legjobb dokumentumfilm | Legjobb rövid dokumentumfilm |
| - Icarus – Bryan Fogel és Dan Cogan - Abacus: Small Enough to Jail – Steve James, Mark Mitten és Julie Goldman - Aleppo a végsőkig – Feras Fayyad, Kareem Abeed és Søren Steen Jespersen - Strong Island – Yance Ford és Joslyn Barnes - Arcélek, útszélek – Agnès Varda, JR és Rosalie Varda | - Heaven is a Traffic Jam on the 405 – Frank Stiefel - Edith+Eddie – Laura Chekoway és Thomas Lee Wright - Heroin(e) – Elaine McMillion Sheldon és Kerrin Sheldon - Knife Skills – Thomas Lennon - Traffic Stop – Kate Davis és David Heilbroner |
| Legjobb élőszereplős rövidfilm | Legjobb animációs rövidfilm |
| - The Silent Child - DeKalb Elementary - The Eleven O'Clock - My Nephew Emmett - Watu Wote/All of Us | - Dear Basketball - Garden Party - Lou - Negative Space - Revolving Rhymes |
| Legjobb eredeti filmzene | Legjobb eredeti dal |
| - A víz érintése – Alexandre Desplat' - Star Wars: Az utolsó Jedik – John Williams - Dunkirk – Hans Zimmer - Fantomszál – Jonny Greenwood - Három óriásplakát Ebbing határában – Carter Burwell | - „Remember Me” Coco c. filmből – zene és szöveg: Kristen Anderson-Lopez és Robert Lopez - „Mighty River” Mudbound c. filmből – zene és szöveg: Mary J. Blige, Raphael Saadiq és Taura Stinson - „Mystery of Love” Szólíts a neveden c. filmből – zene és szöveg: Sufjan Stevens - „Stand Up For Something” Marshall – Állj ki az igazságért! c. filmből – zene: Diane Warren; szöveg: Lonnie Lynn és Warren - „This Is Me” A legnagyobb showman c. filmből – zene és szöveg: Benj Pasek és Justin Paul |
| Legjobb hangvágás | Legjobb hangkeverés |
| - Dunkirk – Richard King és Alex Gibson - A víz érintése – Nathan Robitaille és Nelson Ferreira - Star Wars: Az utolsó Jedik – Matthew Wood és Ren Klyce - Nyomd, Bébi, nyomd – Julian Slater - Szárnyas fejvadász 2049 – Mark Mangini és Theo Green | - Dunkirk – Mark Weingarten, Gregg Landaker és Gary A. Rizzo - A víz érintése – Christian Cooke, Brad Zoern és Glen Gauthier - Star Wars: Az utolsó Jedik – David Parker, Michael Semanick, Ren Klyce és Stuart Wilson - Nyomd, Bébi, nyomd – Julian Slater, Tim Cavagin és Mary H. Ellis - Szárnyas fejvadász 2049 – Ron Bartlett, Doug Hemphill és Mac Ruth |
| Legjobb látványtervezés | Legjobb operatőr |
| - A víz érintése – látványtervező: Paul Denham Austerberry; díszlet: Shane Vieau és Jeff Melvin - A legsötétebb óra – látványtervező: Sarah Greenwood; díszlet: Katie Spencer - A szépség és a szörnyeteg – látványtervező: Sarah Greenwood; díszlet: Katie Spencer - Dunkirk – látványtervező: Nathan Crowley; díszlet: Gary Fettis - Szárnyas fejvadász 2049 – látványtervező: Dennis Gassner; díszlet: Alessandra Querzola | - Szárnyas fejvadász 2049 – Roger Deakins - A legsötétebb óra – Bruno Delbonnel - A víz érintése – Dan Laustsen - Dunkirk – Hoyte van Hoytema - Mudbound – Rachel Morrison |
| Legjobb smink | Legjobb jelmez |
| - A legsötétebb óra – Kazuhiro Cudzsi, David Malinowski és Lucy Sibbick - Az igazi csoda – Arjen Tuiten - Viktória királynő és Abdul – Daniel Phillips és Lou Sheppard | - Fantomszál – Mark Bridges - A legsötétebb óra – Jacqueline Durran - A szépség és a szörnyeteg – Jacqueline Durran - A víz érintése – Luis Sequeira - Viktória királynő és Abdul – Consolata Boyle |
| Legjobb vágás | Legjobb vizuális effektek |
| - Dunkirk – Lee Smith - A víz érintése – Sidney Wolinsky - Én, Tonya – Tatiana S. Riegel - Három óriásplakát Ebbing határában – Jon Gregory - Nyomd, Bébi, nyomd – Paul Machliss és Jonathan Amos | - Szárnyas fejvadász 2049 – John Nelson, Gerd Nefzer, Paul Lambert és Richard R. Hoover - A galaxis őrzői vol. 2. – Christopher Townsend, Guy Williams, Jonathan Fawkner és Dan Sudick - A majmok bolygója: Háború – Joe Letteri, Daniel Barrett, Dan Lemmon és Joel Whist - Star Wars: Az utolsó Jedik – Ben Morris, Mike Mulholland, Neal Scanlan és Chris Corbould - Kong: Koponya-sziget – Stephen Rosenbaum, Jeff White, Scott Benza és Mike Meinardus |

### Kormányzók díja
Az Amerikai Filmművészetek és Filmtudományok Akadémiája 2017. november 11-én tartotta a 9. Kormányzók bálját, melyen a következő díjakat adták át:

#### Tiszteletbeli Oscar-díj
- Charles Burnett amerikai filmrendező, producer, forgatókönyvíró, operatőr, vágó és színész;
- Owen Roizman amerikai operatőr (ASC);
- Donald Sutherland kanadai színész;
- Agnès Varda, francia filmrendező.

#### Különleges teljesítmény Oscar-díja
- Alejandro González Iñárritu, a Carne y arena[11] című, bevándorlókról szóló virtuális valóság-filmjéért.[12][13]

### Többszörös jelölések és elismerések
| Jelölés | Díj | Magyar cím                         | Eredeti cím                               |
| ------- | --- | ---------------------------------- | ----------------------------------------- |
| 13      | 4   | A víz érintése                     | The Shape of Water                        |
| 8       | 3   | Dunkirk                            | Dunkirk                                   |
| 7       | 2   | Három óriásplakát Ebbing határában | Three Billboards Outside Ebbing, Missouri |
| 6       | 2   | A legsötétebb óra                  | Darkest Hour                              |
| 6       | 1   | Fantomszál                         | Phantom Thread                            |
| 5       | 2   | Szárnyas fejvadász 2049            | Blade Runner 2049                         |
| 5       | 0   | Lady Bird                          | Lady Bird                                 |
| 4       | 1   | Szólíts a neveden                  | Call Me by Your Name                      |
| 4       | 1   | Tűnj el!                           | Get Out!                                  |
| 4       | 0   | Star Wars: Az utolsó Jedik         | Star Wars: The Last Jedi                  |
| 4       | 0   | Mudbound                           | Mudbound                                  |
| 3       | 1   | Én, Tonya                          | I, Tonya                                  |
| 3       | 0   | Nyomd, Bébi, nyomd                 | Baby Driver                               |
| 2       | 2   | Coco                               | Coco                                      |
| 2       | 0   | A Pentagon titkai                  | The Post                                  |
| 2       | 0   | A szépség és a szörnyeteg          | Beauty and the Beast                      |
| 2       | 0   | Viktória királynő és Abdul         | Victoria & Abdul                          |

## Díjátadók és előadók
Az alábbi személyek díjakat adtak át, vagy zeneművet adtak elő.

### Díjátadók
| Nevek                                     | Szerep                                                                                |
| ----------------------------------------- | ------------------------------------------------------------------------------------- |
| Viola Davis                               | Legjobb férfi mellékszereplő díj átadója                                              |
| Gal Gadot Armie Hammer                    | Legjobb smink és fodrász díj átadói                                                   |
| Eva Marie Saint                           | Legjobb jelmez díj átadója                                                            |
| Laura Dern Greta Gerwig                   | Legjobb dokumentumfilm díj átadói                                                     |
| Taraji P. Henson                          | A legjobb eredeti betétdal jelölt „Mighty River” előadójának felkonferálója           |
| Ansel Elgort Eiza González                | Legjobb hangvágás és a Legjobb hangkeverés díjak átadói                               |
| Kumail Nanjiani Lupita Nyong'o            | Legjobb látványtervezés díj átadói                                                    |
| Eugenio Derbez                            | A legjobb eredeti betétdal jelölt „Remember Me” előadójának felkonferálója            |
| Rita Moreno                               | Legjobb idegen nyelvű film díj átadója                                                |
| Mahershala Ali                            | Legjobb női mellékszereplő díj átadója                                                |
| Mark Hamill Oscar Isaac Kelly Marie Tran  | Legjobb animációs rövidfilm és legjobb animációs film díjak átadói                    |
| Daniela Vega                              | A legjobb eredeti betétdal jelölt „Mystery of Love” előadójának felkonferálója        |
| Tom Holland Gina Rodriguez                | Legjobb vizuális effektek díj átadója                                                 |
| Matthew McConaughey                       | Legjobb vágás díj átadója                                                             |
| Tiffany Haddish Maya Rudolph              | Legjobb dokumentumfilm és legjobb élőszereplős rövidfilm díjak átadói                 |
| Dave Chappelle                            | A legjobb eredeti betétdal jelölt „Stand Up for Something” előadójának felkonferálója |
| Salma Hayek Ashley Judd Annabella Sciorra | Különleges előadás kiemelve a Time's Up mozgalmat és a sokszínűséget a filmekben      |
| Chadwick Boseman Margot Robbie            | Legjobb adaptált forgatókönyv díj átadói                                              |
| Nicole Kidman                             | Legjobb eredeti forgatókönyv díj átadója                                              |
| Wes Studi                                 | Különleges előadás kiemelve a háborús filmeket                                        |
| Sandra Bullock                            | Legjobb operatőr díj átadója                                                          |
| Zendaya                                   | A legjobb eredeti betétdal jelölt „This Is Me” előadójának felkonferálója             |
| Christopher Walken                        | Legjobb eredeti filmzene díj átadója                                                  |
| Emily Blunt Lin-Manuel Miranda            | Legjobb eredeti betétdal díj átadója                                                  |
| Jennifer Garner                           | Az In Memoriam emlékblokk felkonferálója                                              |
| Emma Stone                                | Legjobb rendező díj átadója                                                           |
| Jane Fonda Helen Mirren                   | Legjobb férfi főszereplő díj átadója                                                  |
| Jodie Foster Jennifer Lawrence            | Legjobb női főszereplő díj átadója                                                    |
| Warren Beatty Faye Dunaway                | Legjobb film díj átadója                                                              |

### Előadók
| Név                                                 | Szerep                     | Előadás                                                                 |
| --------------------------------------------------- | -------------------------- | ----------------------------------------------------------------------- |
| Harold Wheeler                                      | Zenei rendező és karmester | zenekari                                                                |
| Mary J. Blige                                       | Előadó                     | „Mighty River” Mudbound c. filmből                                      |
| Gael García Bernal Miguel Natalia Lafourcade        | Előadók                    | „Remember Me” a Coco c. filmből                                         |
| Sufjan Stevens St. Vincent Moses Sumney Chris Thile | Előadók                    | „Mystery of Love” a Szólíts a neveden c. filmből                        |
| Andra Day Common                                    | Előadók                    | „Stand Up For Something” a Marshall – Állj ki az igazságért! c. filmből |
| Keala Settle                                        | Előadó                     | „This Is Me” a A legnagyobb showman c. filmből                          |
| Eddie Vedder                                        | Előadó                     | „Room at the Top” az In Memoriam blokkban                               |